# Championnat d'Afrique féminin de volley-ball 2017
Navigation
Édition précédente Édition suivante
Le 18e championnat d'Afrique féminin de volley-ball se déroule du 7 au 14 octobre 2017 à Yaoundé, Cameroun. Il a mis aux prises les huit meilleures équipes africaines.

## Organisation
Sur les 13 équipes participant aux qualifications, les équipes du Cap-Vert, du Ghana, de la Zambie et du Tchad ont été éliminées (voir 2018 FIVB Volleyball Women's World Championship qualification (CAVB) (en)).

## Équipes présentes
- Tunisie
- Cameroun
- Égypte
- Kenya
- Botswana
- Sénégal
- RD Congo
- Algérie
- Nigeria

## Compétition

### Premier tour

#### Composition des groupes
Le tirage au sort des groupes a eu lieu le 6 octobre 2017 à Yaoundé
| Poule A                          | Poule B                                |
| -------------------------------- | -------------------------------------- |
| Cameroun Algérie Botswana Égypte | Tunisie Kenya RD Congo Sénégal Nigeria |

#### Poule A
| # | Équipe   | Pts | J | G | Gt | Pt | P | Sp | Sc | Ratio | Pp  | Pc  | Ratio |
| 1 | Kenya    | 9   | 3 | 3 | 0  | 0  | 0 | 9  | 2  | 4.5   | 267 | 202 | 1.322 |
| 2 | Algérie  | 6   | 3 | 2 | 0  | 0  | 1 | 7  | 3  | 2.333 | 238 | 196 | 1.214 |
| 3 | Botswana | 2   | 3 | 1 | 0  | 0  | 2 | 4  | 8  | 0.5   | 202 | 258 | 0.783 |
| 4 | Maurice  | 1   | 3 | 0 | 0  | 0  | 3 | 2  | 9  | 0.222 | 194 | 245 | 0.792 |

#### Poule B
| # | Équipe   | Pts | J | G | Gt | Pt | P | Sp | Sc | Ratio | Pp  | Pc  | Ratio |
| 1 | Kenya    | 12  | 4 | 0 | 3  | 0  | 0 | 12 | 0  | MAX   | 303 | 194 | 1.562 |
| 2 | Sénégal  | 9   | 4 | 1 | 1  | 1  | 0 | 9  | 5  | 1.8   | 326 | 312 | 1.045 |
| 3 | Tunisie  | 6   | 4 | 2 | 0  | 2  | 0 | 7  | 7  | 1     | 312 | 286 | 1.091 |
| 4 | Nigeria  | 3   | 4 | 3 | 0  | 1  | 2 | 4  | 9  | 0.444 | 238 | 292 | 0.815 |
| 5 | RD Congo | 0   | 4 | 4 | 0  | 2  | 0 | 1  | 12 | 0.083 | 226 | 321 | 0.704 |

### Phase finale

#### Places 5 à 8
|  | Demi-finales de classement        | Demi-finales de classement        |          |   | 5e place                          | 5e place                          |
|  | Demi-finales de classement        | Demi-finales de classement        |          |   | 5e place                          | 5e place                          |
|  |                                   |                                   |          |   |                                   |                                   |
|  | 13.10.17, 25–13 25–11 22–25 25–20 | 13.10.17, 25–13 25–11 22–25 25–20 |          |   | 14.10.17, 13–25 21–25 25–23 16–25 | 14.10.17, 13–25 21–25 25–23 16–25 |
|  | 13.10.17, 25–13 25–11 22–25 25–20 | 13.10.17, 25–13 25–11 22–25 25–20 |          |   | 14.10.17, 13–25 21–25 25–23 16–25 | 14.10.17, 13–25 21–25 25–23 16–25 |
|  | Algérie                           | 3                                 |          |   | 14.10.17, 13–25 21–25 25–23 16–25 | 14.10.17, 13–25 21–25 25–23 16–25 |
|  | Algérie                           | 3                                 |          |   | 14.10.17, 13–25 21–25 25–23 16–25 | 14.10.17, 13–25 21–25 25–23 16–25 |
|  | Nigeria                           | 1                                 |          |   | 14.10.17, 13–25 21–25 25–23 16–25 | 14.10.17, 13–25 21–25 25–23 16–25 |
|  | Nigeria                           | 1                                 | Algérie  | 1 |                                   |                                   |
|  | 13.10.17, 25–16 25–17 25–14       |                                   | Algérie  | 1 |                                   |                                   |
|  |                                   | Tunisie                           | 3        |   |                                   |                                   |
|  | Tunisie                           | Tunisie                           | 3        | 3 |                                   |                                   |
|  | Tunisie                           |                                   |          | 3 |                                   |                                   |
|  | Botswana                          | 0                                 |          |   |                                   |                                   |
|  | Botswana                          | 0                                 | 7e place |   |                                   |                                   |
|  |                                   |                                   |          |   |                                   |                                   |
|  | 14.10.17, 25–18 25–23 25–14       |                                   |          |   |                                   |                                   |
|  |                                   |                                   |          |   |                                   |                                   |
|  | Nigeria                           | 3                                 |          |   |                                   |                                   |
|  | Nigeria                           | 3                                 |          |   |                                   |                                   |
|  | Botswana                          | 0                                 |          |   |                                   |                                   |
|  | Botswana                          | 0                                 |          |   |                                   |                                   |

#### Places 1 à 4
|  | Demi-finales                | Demi-finales                |                        |   | Finale                      | Finale                      |
|  | Demi-finales                | Demi-finales                |                        |   | Finale                      | Finale                      |
|  |                             |                             |                        |   |                             |                             |
|  | 13.10.17, 25–19 25–20 27–25 | 13.10.17, 25–19 25–20 27–25 |                        |   | 14.10.17, 25–22 25–19 29–27 | 14.10.17, 25–22 25–19 29–27 |
|  | 13.10.17, 25–19 25–20 27–25 | 13.10.17, 25–19 25–20 27–25 |                        |   | 14.10.17, 25–22 25–19 29–27 | 14.10.17, 25–22 25–19 29–27 |
|  | Cameroun                    | 3                           |                        |   | 14.10.17, 25–22 25–19 29–27 | 14.10.17, 25–22 25–19 29–27 |
|  | Cameroun                    | 3                           |                        |   | 14.10.17, 25–22 25–19 29–27 | 14.10.17, 25–22 25–19 29–27 |
|  | Sénégal                     | 0                           |                        |   | 14.10.17, 25–22 25–19 29–27 | 14.10.17, 25–22 25–19 29–27 |
|  | Sénégal                     | 0                           | Cameroun               | 3 |                             |                             |
|  | 13.10.17, 25–23 25–22 25–19 |                             | Cameroun               | 3 |                             |                             |
|  |                             | Kenya                       | 0                      |   |                             |                             |
|  | Kenya                       | Kenya                       | 0                      | 3 |                             |                             |
|  | Kenya                       |                             |                        | 3 |                             |                             |
|  | Égypte                      | 0                           |                        |   |                             |                             |
|  | Égypte                      | 0                           | Match pour la 3e place |   |                             |                             |
|  |                             |                             |                        |   |                             |                             |
|  | 14.10.17, 20–25 19–25 23–25 |                             |                        |   |                             |                             |
|  |                             |                             |                        |   |                             |                             |
|  | Sénégal                     | 0                           |                        |   |                             |                             |
|  | Sénégal                     | 0                           |                        |   |                             |                             |
|  | Égypte                      | 3                           |                        |   |                             |                             |
|  | Égypte                      | 3                           |                        |   |                             |                             |

## Classement final
Les deux premières équipes sont qualifiées pour le championnat du monde 2018.
| Place              | Équipe   |
| ------------------ | -------- |
| Médaille d'or      | Cameroun |
| Médaille d'argent  | Kenya    |
| Médaille de bronze | Égypte   |
| 4                  | Sénégal  |
| 5                  | Tunisie  |
| 6                  | Algérie  |
| 7                  | Nigeria  |
| 8                  | Botswana |
| 9                  | RD Congo |

## Distinctions individuelles
- MVP : Laetitia Moma Bassoko
- Meilleure passeuse : Koulla Nadge
- Meilleure réceptionneuse : Fatou Diouck
- Meilleure libéro : Raissa Nasser
- Meilleure attaquante : Mercy Moim
- Meilleure contreuse : Edith Wisa Mukuvulani
- Meilleure serveuse : Aya Elshamy